# Beringen, Schweiz
Beringen är en ort och kommun i kantonen Schaffhausen, Schweiz. Kommunen hade 5 203 invånare (2023).
I kommunen finns förutom huvudorten Beringen även orten Guntmadingen som var egen kommun till och med 2012.